# Brasão de armas de Israel

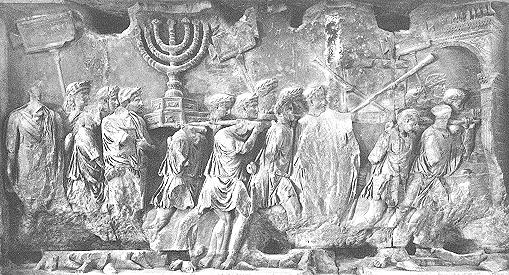
A imagem usada no Brasão de Armas é baseada na menorá do Arco de Tito.

O brasão de armas de Israel (em hebraico: סמל מדינת ישראל, romaniz.: Sēmel Medīnat Yīsrāʾēl) representa uma menorá do templo cercada por um ramo de oliveira em cada lado, com a palavra Israel escrita em hebraico (ישראל) abaixo dela. Embora seja comumente exibido em azul e branco, o emblema apareceu em combinações de cores alternativas dependendo do uso, como no Padrão Presidencial Israelense (veja abaixo).
O Estado de Israel adotou seu brasão de armas após um concurso de desenho que aconteceu em 1948. O desenho é baseado na proposta vencedora inscrita por Gabriel e Maxim Shamir, com elementos inspirados em outras propostas, como a de Oteh Walisch e a de W. Struski e Itamar David e a de Yerachmiel Schechter.
Um brasão inscrevendo três figuras, duas iguais com detalhes que indicam os valores de interesse astro-numerológico pré-pactuados, inclui ao centro uma menorá com sete lâmpadas guarnecida em ambos os lados com dois ramos de oliveira, cada um com uma folha cercada por ambos os lados com outras seis folhas, que somam um total de treze folhas por ramo.

## Significado religioso
A imagem que parece ter sido tirada do Livro de Zacarias (4:2-3): "Vejo um candelabro todo de ouro, tendo na ponta um reservatório de azeite e sete lâmpadas nos sete bicos que há na extremidade. E junto dele vejo também duas oliveiras, uma à direita e outra à esquerda". Contudo, não está claro se esta semelhança é intencional ou meramente uma coincidência. Os irmãos Shamir não mencionaram esta passagem de Zacarias como fonte de seu desenho, mesmo eles tendo dado informações detalhadas de seu trabalho em uma entrevistas ao Maariv (16 de fevereiro de 1949).
A menorá tem sido um símbolo do judaísmo por quase 3000 anos. Foi usada no antigo Templo de Jerusalém. Os ramos de oliveira simbolizam a paz.
O Brasão de Armas de Israel é grafado na capa do passaporte israelense.